# Bohumil Haase
Bohumil (Gottlieb) Haase I. (25. dubna 1763, Halberstadt – 12. února, 1824 Praha) byl český nakladatel, knihtiskař, kamenotiskař, knihkupec, podnikatel, obchodník s papírem, tvůrce typografického měrného systému pro Rakousko, zakladatel třígenerační pražské firmy.

## Život a dílo
Gottlieb Haase nejstarší pocházel ze Saska Anhaltska, narodil se v Halberstadtu. Do Prahy se přistěhoval roku 1795 a začal pracovat jako sazeč v tiskárně F. Jeřábka „U půl zlatého kola“. Následujícího roku si v této tiskárně najal lis, na němž tiskl novoročenky a gratulace, které zdobil novinkou – barevnými obrázky. Roku 1798 si koupil vlastní tiskárnu, téhož roku působil jako spolusoudce ve sporech tiskařského sboru.
Oženil se s Terezií Widtmannovou. V letech 1800–1804 založil se svým tchánem K. Widtmannem podnik Haase a Widtmann. V roce 1804 se osamostatnil, získal titul „český stavovský tiskař“ a začal obchodovat s papírem.
V roce 1806 založil knihkupectví, 1811 otevřel půjčovnu knih a 1815 vznikla jeho slévárna písma. V roce 1820 založil první kamenotiskárnu v Čechách, tu vedl se svým společníkem. Tiskárna fungovala v letech 1823–1824 jako firma Haase a Henning. V zimě roku 1824 se stal Bohumil Haase dvorním tiskařem, 12. února téhož roku v Praze zemřel. Byl pohřben na Olšanských hřbitovech.

## Pražské adresy
- Nakladatelství, knihtiskárna a knihkupectví stály v letech 1802–1824 na Velkém rynku v domě U půl zlaté hvězdy (dnes roh Staroměstského náměstí a Týnské ulice).
- Po rozšíření provozu mezi léty 1830-1835 zakoupil Rudolf Haase s manželkou Hedvikou od Jakuba rytíře ze Schönfeldu, syna tiskaře Jana Ferdinanda ze Schönfeldu [5]] schönfeldskou tiskárnu ve zrušeném Anenském klášteře na Anenském náměstí čp. 211/I, kde působili až do konce.

## Pokračovatelé
Podnik po Bohumilovi I. převzali čtyři synové: Ludvík (1801-1868), Ondřej (1804-1864), Bohumil II. (1807-1887) a Rudolf (1810/11-1888). Vedli jej dále pod názvem Synové B. Haase (Gottlieb Haase Söhne). Ondřej byl v letech 1850-1856 místostarostou Prahy a roku 1854 byl povýšen do šlechtického stavu s predikátem "von Wranau" podle rodinné papírny ve Vraném nad Vltavou. Bohumil II. byl povýšen do šlechtického stavu s predikátem "von Buchstein" v roce 1869.
Podle evidence z roku 1876 již existovaly tři podniky:
- Roku 1863 si firma Gottlieb Haase Söhne dala zaprotokolovat dceřiný závod ve Vídni.
- Roku 1868 do pražského závodu jako společník nastoupil vnuk Bohumil III. (*24.12.1842)[7], od roku 1864 v pražském podniku pracovali také tři Ondřejovi synové, nejstarší byl Emil Haase von Wranau (*1837)[8], od roku 1867 nastoupil jako obchodník prostřední syn Hugo Haase von Wranau (1841-1875)[9] a Ondřej mladší Haase von Wranau (1842-1895)[10]
- Roku 1867 se osamostatnila firma Rudolph Haase, Söhne und Neffe, kterou tvořili Rudolf Haase, jeho syn Ludvík (1840-1873)[11] a synovec, v závodě s velkou papírnou ve Vraném nad Vltavou[12]. Objekt papírny se dochoval.

## Sortiment

### Knihtisk
Bohumil Haase tiskl a vydával práce mnoha českých spisovatelů, např. Bohumíra Jana Dlabače, J. Dobrovského, V. Hanky, J. N. Štěpánka. Vydal mimo jiné i Rukopis královédvorský, několik překladů z evropské literatury. Vydáváním českých knih přispěl ke stabilizaci spisovného jazyka, zasloužil se také o rozvoj novočeské literatury. Byl prvním nakladatelem a tiskařem v českých zemích, který vydal více děl z oblasti literatury světské než náboženské. Přispěl k rozvoji grafické a technické úrovně českých tisků.

### Litografie
Závod dále vydával litografické tisky: mapy, plány i jednotlivé listy a lístky, například devoční grafiku.

### Papírnické zboží
Po otevření papírny rozšířily všechny tři podniky prodej papírnického zboží, kalendářů, sešitů, psacího a kreslicího papíru apod.